# Ferrari 750 Monza

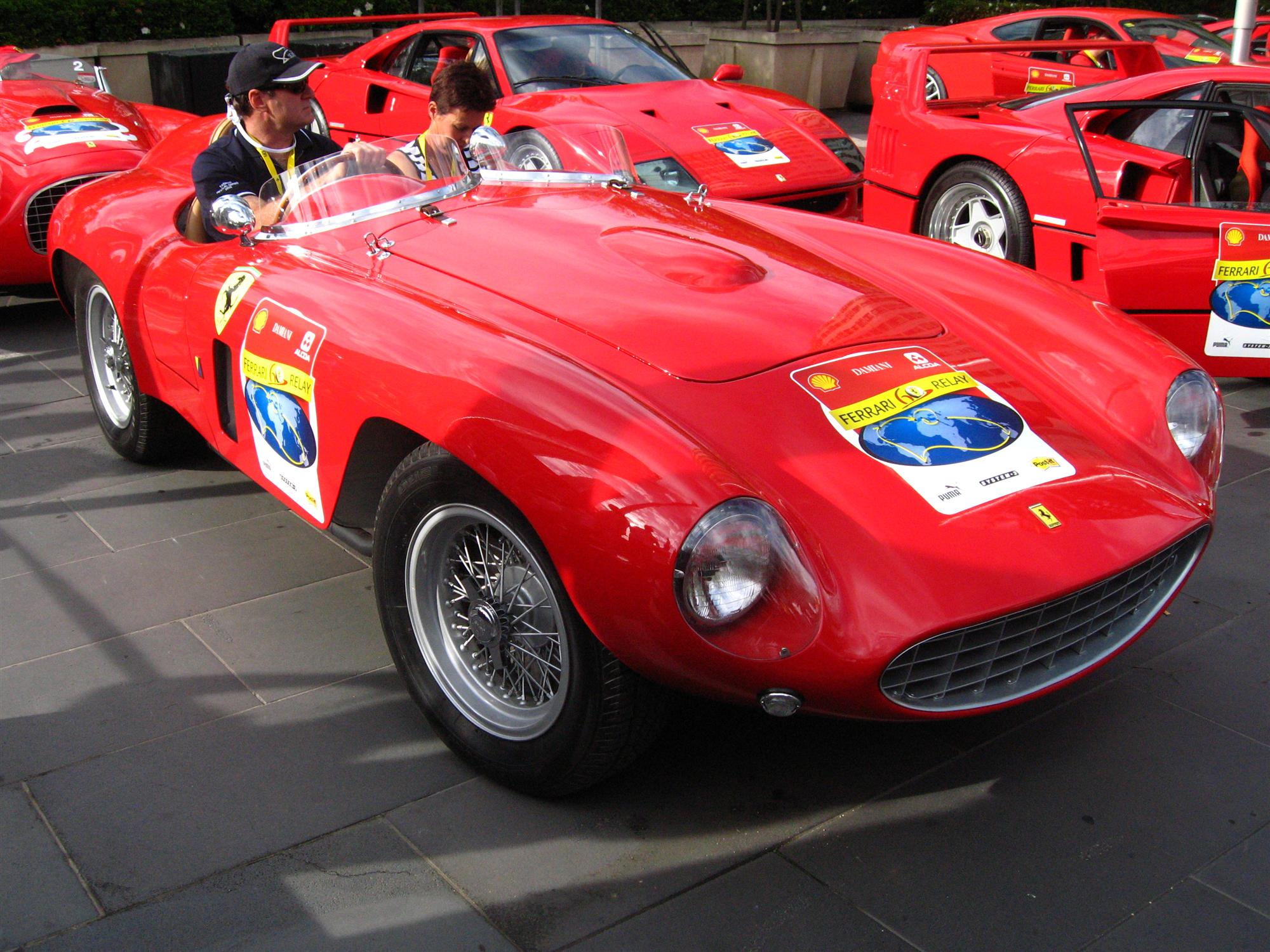
Ferrari 750 Monza Scaglietti, Baujahr 1954

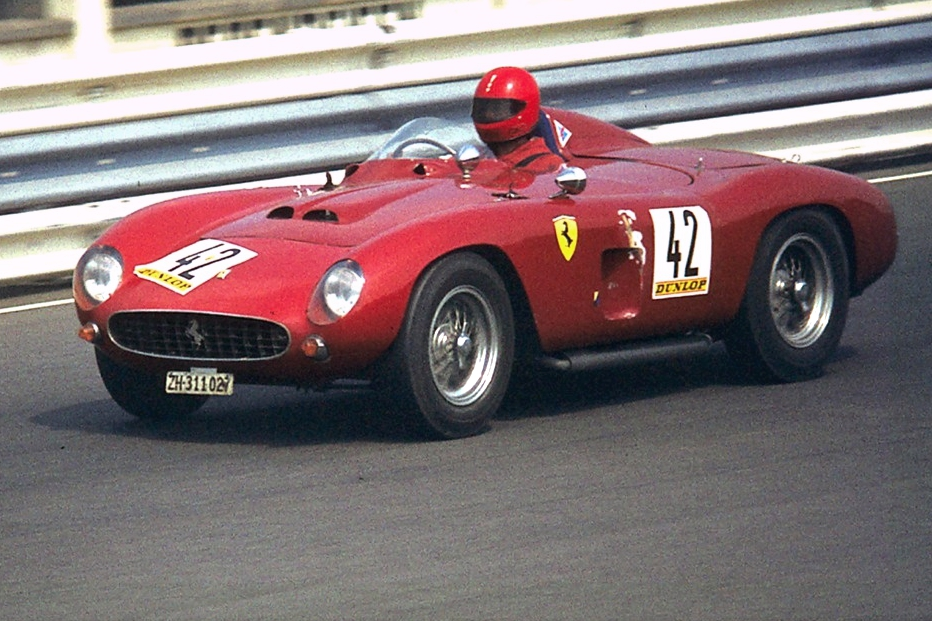
Ferrari 750 Monza beim AvD-Oldtimer-Grand-Prix 1981 auf dem Nürburgring

Der Ferrari 750 Monza ist ein Rennsportwagen, den Ferrari 1954 baute und den die Scuderia 1954 und 1955 bei Sportwagenrennen einsetzte.

## Motor und Getriebe
Der 750 Monza wurde 1954 vorgestellt und hatte einen 4-Zylinder-Reihenmotor, der 260 PS leistete. Dieser Motor, eine Konstruktion von Aurelio Lampredi, war für die Formel 2 der Jahre 1952 und 1953 mit zwei Liter Hubraum entwickelt worden und leistete im Ferrari 500 bereits 170 PS. Zylinderkopf und Zylinderblock aus Aluminium waren zusammengegossen, um Undichtigkeiten durch eine defekte Zylinderkopfdichtung auszuschließen; die Laufbuchsen wurden von unten eingeschraubt. Alberto Ascari gewann mit diesem Motor in beiden Jahren die Fahrerweltmeisterschaft. Für den auf drei Liter Hubraum aufgebohrten Sportwagenmotor veränderte Lampredi Kurbelgehäuse und Zylinderkopf geringfügig. Ein unsynchronisiertes Fünfganggetriebe ist an der Hinterachse eingebaut (Transaxle).

## Fahrwerk und Aufbau
Der Wagen hat vorn Einzelradaufhängung mit Doppelquerlenkern, hinten eine De-Dion-Achse mit Querblattfeder sowie Hebelstoßdämpfer und Duplex-Trommelbremsen an allen vier Rädern. Die erste Ausführung hatte auch vorn eine Querblattfeder, die später durch Schraubenfedern ersetzt wurde. Die Leichtmetallkarosserie, in der der Fahrer rechts sitzt, ist auf einen Leiterrahmen mit ovalen Längs- und runden Querstreben aufgeschraubt. Um den Luftwiderstand zu verringern, wird der Beifahrersitz im Renneinsatz abgedeckt.

## Renneinsätze

### 1954
Zum ersten Mal eingesetzt wurde der 750 Monza – Fahrgestellnummer 0440M – beim 3-Stunden-Rennen von Bari 1954, einem Lauf zur italienischen Sportwagen-Meisterschaft. Am Steuer saß Umberto Maglioli, der nach einem Motorschaden ausfiel.
Die zusätzliche Bezeichnung „Monza“ erhielt der 750 nach dem Sieg von Mike Hawthorn und Umberto Maglioli beim Supercortemaggiore in Monza 1954. Allerdings steht der Wagen dort als Ferrari 735 Monza in der Startliste, eine Besonderheit, die sich nicht ganz entschlüsseln lässt. Verfolgt man die Rennhistorie der 735 Monza, die spärlich ist und sich fast nur auf Einsätze von Privatfahrern beschränkt, entdeckt man analoge Fahrgestellnummern zu den 750 Monza. Eine Verwechslung mit dem Vorgängermodell, dem Ferrari 735S Spider kann mit ziemlicher Sicherheit ausgeschlossen werden, da mit diesem Fahrzeug zwar ein Rennsieg erzielt wurde, allerdings nicht in Monza, sondern durch den Franzosen François Picard beim Großen Preis von Penya-Rhin im Oktober 1954. Den ersten internationalen Auftritt hatte der 750 beim 12-Stunden-Rennen von Reims 1954. Diesmal teilte sich Umberto Maglioli das Cockpit mit dem Franzosen Robert Manzon. In den frühen Morgenstunden, das Rennen wurde um Mitternacht gestartet, fiel der Wagen durch Getriebeschaden aus. Es folgten weitere Erfolge bei nationalen Sportwagenrennen in Italien und mit dem Triumph bei der RAC Tourist Trophy der erste Sieg in der Sportwagen-Weltmeisterschaft, herausgefahren von Mike Hawthorn und Maurice Trintignant, wobei dieses Rennen eine der Kuriositäten in der Geschichte der Sportwagenrennen darstellt. Bei der Tourist Trophy wurde für die Punktevergabe für die Sportwagen-Weltmeisterschaft nicht die Gesamtwertung, sondern die Index-Wertung herangezogen. Somit siegte dort der kleine DB HBR von Paul Armagnac und Gérard Laureau, der in der Gesamtwertung nur den 21. Rang belegt hatte.
Ende des Jahres wurden die Wagen zusehends an Privatiers verkauft. Alfonso de Portago siegte im Dezember 1954 im Fahrzeug mit der Fahrgestellnummer 0428MD beim Nassau Automobile Cup und wurde einen Tag später im selben Fahrzeug beim Nassau Trophy Race Zweiter.

### 1955
In der Sportwagen-Weltmeisterschaft 1955 wurden die Einsätze der 750 Monza durch die Scuderia spärlicher, dort waren die Wagen gegen die Mercedes-Benz 300 SLR fast chancenlos. Beim 1000-km-Rennen von Buenos Aires dieses Jahres wurden Maglioli und Clemar Bucci disqualifiziert und beim 24-Stunden-Rennen von Le Mans kamen nur zwei private 750 Monza zum Einsatz, gemeldet in diesem Jahr von den Franzosen Michel Poberejsky und Pierre Louis-Dreyfus. Pobjersky mit Partner Masten Gregory und Dreyfus, der sich das Steuer mit Jean Lucas teilte, fielen jeweils nach technischen Defekten aus.
Trotz der Kritik am Fahrverhalten des Wagens, das der Rennfahrer Paul Frère nach einem schweren Unfall kritisierte, indem er den Wagen als „ein Stück Holz mit vier Rädern dran und einer prächtigen Maschine“ bezeichnete, war der 750 Monza bei Privatfahrern nicht unbeliebt. In den USA und in Europa erzielten Piloten wie Phil Hill, Walt Hansgen, Carroll Shelby, Luigi Piotti, Piero Carini, Ernie McAfee und Louis Rosier eine Fülle an Rennsiegen bei nationalen Sportwagenrennen.
Zu den Erfolgen zählte auch der Gesamtsieg beim 12-Stunden-Rennen von Hyères, einem Langstreckenrennen, das in den 1950er-Jahren bekannt und populär war. Gefahren wurde Fahrgestell 0486M vom Schweizer André Canonica und dessen italienischem Teamkollegen Gino Munaron.
Alberto Ascari verunglückte am 26. Mai 1955 bei einer Testfahrt in Monza mit einem 750 Monza allerdings tödlich. Paul Frére schloss nicht aus, dass auch dieser Unfall den Fahreigenschaften des Wagens zuzuschreiben gewesen sei. Geklärt wurde die Unfallursache nie.

### 1956 bis 1963
1956 war die Scuderia auf Nachfolgemodelle wie den Ferrari 500TR umgestiegen und die 750 Monza wurden nunmehr ausschließlich von Privatteams gefahren. Insgesamt kam der 750 Monza bis 1963 – letzter bekannter Einsatz bei einem SCCA-Rennen im US-amerikanischen Greenwood im Juni 1963 – auf 219 Rennteilnahmen. Dabei wurden 55 Gesamt- und 24 Klassensiege erzielt. Die meisten Rennteilnahmen mit 19 hatte der international weitgehend unbekannte Schwede Gunnar Carlsson, der in der zweiten Hälfte der 1950er-Jahre mit einem 750 Monza die schwedische Sportwagenmeisterschaft dominierte.

## Technische Daten
| Kenngrößen                | Ferrari 750 Monza (1955)                                                                                 |
| ------------------------- | --- |
| Motor                     | Viertakt-4-Zylinder-Reihenmotor (vorn eingebaut)                                                         |
| Kühlung                   | Wasser                                                                                                   |
| Hubraum                   | 2999 cm³                                                                                                 |
| Bohrung × Hub             | 103 × 90 mm                                                                                              |
| Verdichtung               | 9,2 : 1                                                                                                  |
| Ventilsteuerung           | 2 obenliegende Nockenwellen, angetrieben über Zahnräder                                                  |
| Vergaser                  | 2 Weber-Doppelvergaser 58 DCO A/3                                                                        |
| Leistung                  | 260 PS (191 kW) bei 6400/min                                                                             |
| Maximales Drehmoment      | 272 Nm                                                                                                   |
| Kraftübertragung          | Mehrscheiben-Trockenkupplung, 5-Gang-Getriebe (nicht synchronisiert), Sperrdifferenzial Hinterradantrieb |
| Rahmen und Karosserie     | Stahlrohrleiterrahmen, Leichtmetallkarosserie (mit Rahmen verschraubt)                                   |
| Lenkung                   | Schneckenlenkung                                                                                         |
| Radaufhängung vorn        | Doppelquerlenker, Schraubenfedern, Hebelstoßdämpfer                                                      |
| Radaufhängung hinten      | De-Dion-Achse, Querblattfeder, Hebelstoßdämpfer                                                          |
| Bremsen                   | hydraulisch betätigte Duplex-Trommelbremsen                                                              |
| Spurweite vorn/hinten     | 1278/1284 mm                                                                                             |
| Radstand                  | 2250 mm                                                                                                  |
| Reifengröße vorn/hinten   | 5,25 × 16/6,5 × 16                                                                                       |
| Länge × Breite × Höhe     | 4165 × 1651 × 1054 mm                                                                                    |
| Leergewicht (ohne Fahrer) | 760 kg                                                                                                   |
| Höchstgeschwindigkeit     | bis zu 260 km/h                                                                                          |

## Produktionszahlen
Die Angaben über die Anzahl der insgesamt hergestellten Fahrzeuge schwanken zwischen 30 und 31. Karossiert wurden die meisten von Scaglietti (27 oder 30) und drei oder nur eines von Pininfarina.

## Marktwert
Obwohl mit 31 Stück im Verhältnis zu anderen Ferrari-Typen viele gebaut wurden und die 750 Monza im Unterschied zu anderen 1950er-Jahre-Ferrari-Modellen nur einen 4-Zylinder-Motoren haben, erzielen die verfügbaren Fahrzeuge bei Auktionen Höchstwerte. 2006 wurde der Wagen mit der Fahrgestellnummer 0492M in den USA um 1.107.000 US-Dollar versteigert. Fünf Jahre später kam der Wagen erneut in den Verkauf und war mit einem Verkaufspreis von 2.500.000 US-Dollar mehr als doppelt so teuer wie 2006.